# تپه میدان امیربستاق
تپه میدان امیربستاق مربوط به عصر برنز - عصر آهن است و در شهرستان ابهر، بخش مرکز ی، دهستان دولت‌آباد، ۱۰۰۰ متری جنوب شرقی روستای امیر بستاق واقع شده و این اثر در تاریخ ۲۶ اسفند ۱۳۸۶ با شمارهٔ ثبت ۲۲۱۸۹ به‌عنوان یکی از آثار ملی ایران به ثبت رسیده است.